# Saison 2012-2013 de l'Olympique lyonnais
Maillots
Chronologie
Saison précédente Saison suivante
La saison 2012-2013 de l'Olympique lyonnais est la soixante-troisième de l'histoire du club. Rémi Garde, entraîneur de Olympique lyonnais depuis la saison 2011-2012, est prolongé jusqu’en 2014.
La saison 2011-2012 est ponctuée par une victoire en Coupe de France contre l'US Quevilly mais le club doit se passer de la Ligue des champions puisqu'il a terminé 4e du championnat de France de Ligue 1. Néanmoins, l'OL dispute une compétition européenne, la Ligue Europa et se retrouve avec l'Olympique de Marseille ainsi que les Girondins de Bordeaux.

## Joueurs et le club

### Transferts
À l'été 2012, le club voit deux joueurs majeurs s'en aller : son gardien Hugo Lloris, parti à Tottenham (pour 12,6 millions d'euros) et son défenseur brésilien Cris, parti à Galatasaray après huit ans passés au club et plus de 300 matches disputés. S'en vont aussi des joueurs ayant participé à la campagne lyonnaise en demi-finale de Ligue des champions 2010, tels que Aly Cissokho (parti à Valence CF) et le milieu suédois Kim Källström. Le club décide d'accentuer sa politique visant à faire jouer les jeunes du centre de formation (ou des jeunes recrutés à bas prix tel le milieu Gueïda Fofana, acheté en 2011 au Havre pour à peine 2 millions d'euros), cette politique d'austérité étant imposée par le remboursement nécessaire du stade. Viennent comme renforts principaux le milieu de 32 ans formé au club Steed Malbranque et le défenseur central parisien Milan Bisevac (pour moins de 3 millions d'€, en provenance du Paris Saint-Germain).
| Été 2012               |             |                               |                        |                         |
| Nom                    | Nationalité | Transfert                     | Provenance/Destination | Division                |
| Arrivées               |             |                               |                        |                         |
| Medhi Zeffane          | France      | Premier contrat professionnel | Olympique lyonnais B   | CFA                     |
| Jordan Ferri           | France      | Premier contrat professionnel | Olympique lyonnais B   | CFA                     |
| Rachid Ghezzal         | Algérie     | Premier contrat professionnel | Olympique lyonnais B   | CFA                     |
| Yassine Benzia         | Algérie     | Premier contrat professionnel | Olympique lyonnais B   | CFA                     |
| Milan Biševac          | Serbie      | Contrat de 4 ans. 2,75 M€     | Paris SG               | Ligue 1                 |
| Fabián Monzón          | Argentine   | Contrat de 4 ans. 3 M€        | OGC Nice               | Ligue 1                 |
| Steed Malbranque       | France      | Contrat de 1 an.              | Libre                  |                         |
| Arnold Mvuemba         | France      | Contrat de 4 ans. 3 M€        | FC Lorient             | Ligue 1                 |
| Retours de prêt        |             |                               |                        |                         |
| Mathieu Gorgelin       | France      | Expiration de durée de prêt   | Red Star FC            | National                |
| Enzo Reale             | France      | Expiration de durée de prêt   | US Boulogne            | National                |
| Départ                 |             |                               |                        |                         |
| Hugo Lloris            | France      | 15 M€                         | Tottenham              | Premier League          |
| Cris                   | Brésil      | 1,25 M€                       | Galatasaray SK         | Spor Toto Süper Lig     |
| Matthieu Valverde      | France      | Fin de contrat                | Anorthosis Famagouste  | Ligue Marfin Laiki      |
| Timothée Kolodziejczak | France      | Fin de contrat                | OGC Nice               | Ligue 1                 |
| Aly Cissokho           | France      | 6 M€                          | Valence FC             | Liga BBVA               |
| John Mensah            | Ghana       | Fin de contrat                | libre                  |                         |
| Sébastien Faure        | France      | Fin de contrat                | Rangers FC             | Third Division          |
| Kim Källström          | Suède       | 3 M€                          | Spartak Moscou         | Championnat de Russie   |
| Ederson                | Brésil      | Fin de contrat                | Lazio Rome             | Serie A Tim             |
| Jérémy Pied            | France      | 3 M€                          | OGC Nice               | Ligue 1                 |
| Ishak Belfodil         | Algérie     | 3,5 M€                        | Parme FC               | Serie A Tim             |
| Yannis Tafer           | France      | Fin de contrat                | FC Lausanne-Sport      | Raiffeisen Super League |
| Enzo Reale             | France      | 1 M€                          | FC Lorient             | Ligue 1                 |
| Prêts                  |             |                               |                        |                         |
| Théo Defourny          | Belgique    | Prêt d'un an                  | FC Rouen               | National                |
| Mohamed Lamine Yattara | Guinée      | Prêt d'un an                  | ESTAC Troyes           | Ligue 1                 |

| Hiver 2012    |             |                                 |                 |             |
| Nom           | Nationalité | Transfert                       | Destination     | Division    |
| Prêt          |             |                                 |                 |             |
| Fabián Monzón | Argentine   | Prêt janvier 2013-Décembre 2013 | Fluminense      | Brasileirão |
| Sidy Koné     | Mali        | Prêt 6 Mois                     | Caen            | Ligue 2     |
| Harry Novillo | France      | Prêt 6 Mois                     | Gazelec Ajaccio | Ligue 2     |
| Michel Bastos | Brésil      | Prêt janvier 2013-Juin 2014     | Schalke 04      | Bundesliga  |

## Équipe type
Source : Footballdatabase.eu
| Vercoutre Réveillère Bisevac Lovren Dabo Grenier Gonalons Malbranque Lacazette Lisandro Gomis |

## Détails des matchs

### Championnat de France
| Date                     | Journée     | Adversaire             | Lieu | Score | Buteurs de l'OL                                                                       | Class. | Public |
| ------------------------ | ----------- | ---------------------- | ---- | ----- | ------------------------------------------------------------------------------------- | ------ | ------ |
| Samedi 11 août 12        | 1           | Stade rennais          | Ext. | 0 - 1 | Gourcuff 15e                                                                          | 7e     | 20 348 |
| Samedi 18 août 12        | 2           | ESTAC Troyes           | Dom. | 4 - 1 | Gomis 51e, Bastos 65e, López 89e, Gomis 90 +3e                                        | 1er    | 25 186 |
| Vendredi 24 août 12      | 3           | Évian Thonon Gaillard  | Ext. | 1 - 1 | Bastos 74e                                                                            | 2e     | 13 581 |
| Samedi 1er septembre 12  | 4           | Valenciennes FC        | Dom. | 3 - 2 | Bastos 18e, Gomis 21e (pen.), Grenier 66e                                             | 2e     | 25 380 |
| Dimanche 16 septembre 12 | 5           | AC Ajaccio             | Dom. | 2 - 0 | Lovren 25e, López 75e                                                                 | 2e     | 25 666 |
| Dimanche 23 septembre 12 | 6           | LOSC Lille             | Ext. | 1 - 1 | López 80e                                                                             | 2e     | 43 475 |
| Dimanche 30 septembre 12 | 7           | Girondins de Bordeaux  | Dom. | 0 - 2 | -                                                                                     | 3e     | 30 892 |
| Dimanche 7 octobre 12    | 8           | FC Lorient             | Ext. | 1 - 1 | Gomis 23e                                                                             | 3e     | 15 090 |
| Dimanche 21 octobre 12   | 9           | Stade brestois         | Dom. | 1 - 0 | Gomis 57e                                                                             | 3e     | 30 047 |
| Dimanche 4 novembre 12   | 11          | SC Bastia              | Dom. | 5 - 2 | Gonalons 5e, Lacazette 26e, López 56e (pen.), Briand 90 +3e, Malbranque 90 +5e (pen.) | 3e     | 27 363 |
| Dimanche 11 novembre     | 12          | FC Sochaux-Montbéliard | Ext. | 1 - 1 | Gonalons 24e                                                                          | 3e     | 13 554 |
| Dimanche 18 novembre 12  | 13          | Stade de Reims         | Dom. | 3 - 0 | Weber 45e (csc), Gomis 73e, López 90e                                                 | 3e     | 33 222 |
| Dimanche 25 novembre 12  | 14          | Toulouse FC            | Ext. | 3 - 0 | -                                                                                     | 4e     | 20 580 |
| Mercredi 28 novembre 12  | 10 (retard) | Olympique de Marseille | Ext. | 1 - 4 | Gomis 3e (pen.), Gomis 34e, Malbranque 48e, Gomis 72e                                 | 1er    | 35 359 |
| Samedi 1er décembre 12   | 15          | Montpellier HSC        | Dom. | 1 - 0 | Gomis 26e                                                                             | 1er    | 31 491 |
| Dimanche 9 décembre 12   | 16          | AS Saint-Étienne       | Ext. | 0 - 1 | Bastos 65e                                                                            | 1er    | 26 579 |
| Mercredi 12 décembre 12  | 17          | AS Nancy-Lorraine      | Dom. | 1 - 1 | Bastos 83e                                                                            | 1er    | 31 952 |
| Dimanche 16 décembre 12  | 18          | Paris Saint-Germain    | Ext. | 1 - 0 | -                                                                                     | 2e     | 44 768 |
| Samedi 22 décembre 12    | 19          | OGC Nice               | Dom. | 3 - 0 | López 40e, Réveillère 56e, Gomis 77e (pen.)                                           | 2e     | 30 900 |

| Date                   | Journée | Adversaire             | Lieu | Score | Buteurs de l'OL                                          | Class. | Public |
| ---------------------- | ------- | ---------------------- | ---- | ----- | -------------------------------------------------------- | ------ | ------ |
| Samedi 12 janvier 13   | 20      | ESTAC Troyes           | Ext. | 1 - 2 | Gonalons 11e, Umtiti 75e                                 | 1er    | 13 481 |
| Vendredi 18 janvier 13 | 21      | Évian Thonon Gaillard  | Dom. | 0 - 0 | -                                                        | 2e     | 30 813 |
| Vendredi 25 janvier 13 | 22      | Valenciennes FC        | Ext. | 0 - 2 | Fofana 8e, Gomis 28e                                     | 1re    | 14 412 |
| Dimanche 3 février 13  | 23      | AC Ajaccio             | Ext. | 3 - 1 | Lacazette 53e                                            | 2e     | 6 987  |
| Dimanche 10 février 13 | 24      | LOSC Lille             | Dom. | 1 - 3 | López 57e                                                | 2e     | 30 705 |
| Dimanche 17 février 13 | 25      | Bordeaux               | Ext. | 0 - 4 | Grenier 15e, Fofana 65e,Grenier 73e (pen.),Lacazette 75e | 2e     | 27 240 |
| Dimanche 24 février 13 | 26      | FC Lorient             | Dom. | 3 - 1 | López 23e, Ghezzal 51e, Mvuemba 90e                      | 2e     | 30 343 |
| Dimanche 3 mars 13     | 27      | Stade brestois         | Ext. | 1 - 1 | Makonda 53e (csc)                                        | 2e     | 11 924 |
| Dimanche 10 mars 13    | 28      | Olympique de Marseille | Dom. | 0 - 0 | -                                                        | 2e     | 38 819 |
| Dimanche 16 mars 13    | 29      | SC Bastia              | Ext. | 4 - 1 | López 54e                                                | 2e     | 12 224 |
| Dimanche 31 mars 13    | 30      | FC Sochaux             | Dom. | 1 - 2 | Gomis 68e (pen.)                                         | 3e     | 34 696 |
| Dimanche 7 avril 13    | 31      | Stade de Reims         | Ext. | 1 - 0 | -                                                        | 4e     | 20 298 |
| Dimanche 14 avril 13   | 32      | Toulouse FC            | Dom. | 3 - 1 | Grenier 8e, B.Koné 49e,Gomis 63e                         | 3e     | 34 678 |
| Vendredi 19 avril 13   | 33      | Montpellier HSC        | Ext. | 1 - 2 | López 29e,Grenier 90+3e                                  | 3e     | 19 572 |
| Dimanche 28 avril 13   | 34      | AS Saint-Étienne       | Dom. | 1 - 1 | Gourcuff 54e                                             | 3e     | 38 845 |
| Dimanche 5 mai 13      | 35      | AS Nancy-Lorraine      | Ext. | 0 - 3 | Gomis 48e,Gourcuff 80e,Gomis 89e                         | 3e     | 19 115 |
| Dimanche 12 mai 13     | 36      | Paris Saint-Germain    | Dom. | 0 - 1 | -                                                        | 3e     | 39 939 |
| Dimanche 19 mai 13     | 37      | OGC Nice               | Ext. | 1 - 1 | Grenier 76e                                              | 3e     | 15 969 |
| Dimanche 26 mai 13     | 38      | Stade rennais          | Dom. | 2 - 0 | López 23e (pen.),Grenier 69e                             | 3e     | 38 705 |

### Ligue Europa
| Date            | Tour      | Adversaire                 | Lieu | Score | Buteurs de l'OL                              | Class. |
| --------------- | --------- | -------------------------- | ---- | ----- | -------------------------------------------- | ------ |
| 20 septembre 12 | Journée 1 | AC Sparta Prague           | Dom. | 2 - 1 | Gomis 60e, López 62e                         | 1re    |
| 4 octobre 12    | Journée 2 | Hapoël Ironi Kiryat Shmona | Ext. | 3 - 4 | Fofana 17e 90+3e, Monzon 22e, Réveillère 31e | 1re    |
| 25 octobre 12   | Journée 3 | Athletic Bilbao            | Dom. | 2 - 1 | López 54e, Briand 86e                        | 1re    |
| 8 novembre 12   | Journée 4 | Athletic Bilbao            | Ext. | 2 - 3 | Gomis 22e, Gourcuff 45e, Lacazette 63e       | 1re    |
| 22 novembre 12  | Journée 5 | AC Sparta Prague           | Ext. | 1 - 1 | Benzia 63e                                   | 1re    |
| 6 décembre 12   | Journée 6 | Hapoël Ironi Kiryat Shmona | Dom. | 2 - 0 | Sarr 15e, Benzia 58e                         | 1re    |

| Rang | Équipe                     | Pts | J | G | N | P | Bp | Bc | Diff |  | Résultats (▼ dom., ► ext.) |     |     |     |     |
| ---- | -------------------------- | --- | - | - | - | - | -- | -- | ---- |  | -------------------------- | --- | --- | --- | --- |
| 1    | Olympique lyonnais         | 16  | 6 | 5 | 1 | 0 | 14 | 8  | +6   |  | Olympique lyonnais         |     | 2-1 | 2-1 | 2-0 |
| 2    | Sparta Prague              | 9   | 6 | 2 | 3 | 1 | 9  | 6  | +3   |  | Sparta Prague              | 1-1 |     | 3-1 | 3-1 |
| 3    | Athletic Bilbao            | 5   | 6 | 1 | 2 | 3 | 7  | 9  | -2   |  | Athletic Bilbao            | 2-3 | 0-0 |     | 1-1 |
| 4    | Hapoël Ironi Kiryat Shmona | 2   | 6 | 0 | 2 | 4 | 6  | 13 | -7   |  | Hapoël Ironi Kiryat Shmona | 3-4 | 1-1 | 0-2 |     |

| Date            | Tour                   | Adversaire | Lieu | Score | Buteurs de l'OL |
| --------------- | ---------------------- | ---------- | ---- | ----- | --------------- |
| 14 février 2013 | 1/16e de finale aller  | Tottenham  | Ext. | 2 - 1 | Umtiti 55e      |
| 21 février 2013 | 1/16e de finale retour | Tottenham  | Dom. | 1 - 1 | Gonalons 17e    |